# Dunas interiores
Dunas interiores o dunas continentales y zonas de arenas movedizas en el interior de la Europa Central lejos de las costas mar del Norte o mar Báltico y sus dunas costales fueron formadas probablemente en un período seco después del último periodo glacial hace unos 10 000 años.

## Llanura del Rin Superior
Durante la primavera el Rin llevaba una gran cantidad de agua de deshielo y amontonaba extensos campos de grava y guijarro mezclado con arena y barro rico de cal que durante el invierno estaban secos y abiertos y soplados por el viento. Arena y polvo fueron disipados y formaron el cinturón de dunas entre Walldorf y Lorsch. Las dunas alcanzan su mayor altura de 20 metros a la cabaña de barbacoa de Oftersheim, mientras que al norte de Mannheim, en el bosque de Lampertheim, tienen todavía una altura de 13 m. Su suelo arenoso es ideal para el cultivo de espárragos. Las dunas entre Sandhausen y Oftersheim constituyen un refugio para especies raras y en peligro de extinción de animales y plantas en Baden-Wurtemberg.
|                    |
| Duna en Sandhausen |

|                                         |
| Cabaña de barbacoa y duna en Oftersheim |

|                                   |
| Duna con espárragos en Oftersheim |

|                                      |
| Verbascum en las dunas de Oftersheim |

|                                                  |
| Euphorbia seguieriana en las dunas de Oftersheim |

|                                                |
| Asperula cynanchica en las dunas de Oftersheim |

|                                                         |
| Dunas interiores cerca de la ciudad de Police (Polonia) |